# Harris-Linien

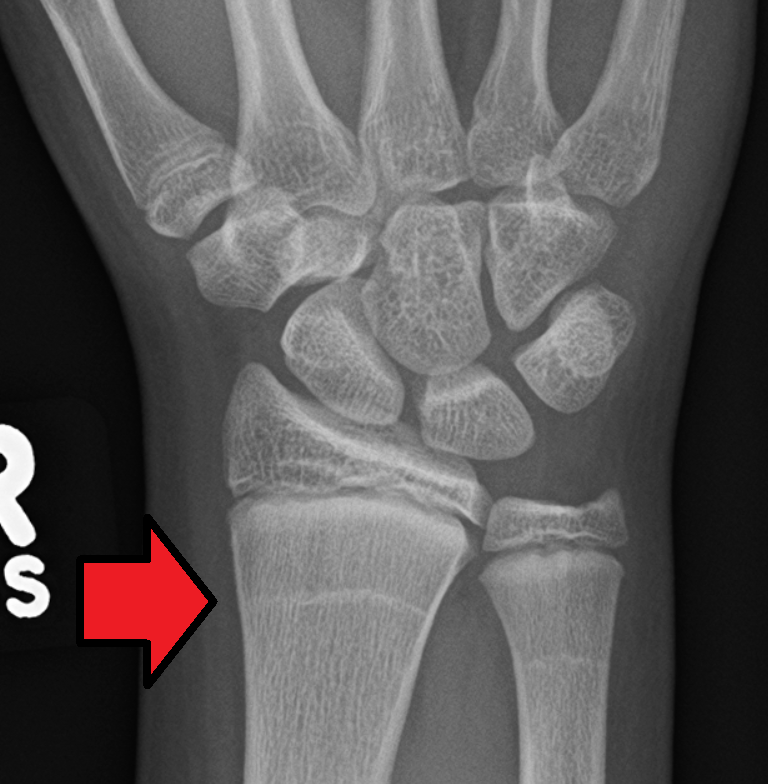
Harris-Linien im Röntgenbild des Radius

Harris-Linien sind  Linien höherer Knochendichte, die im Röntgenbild erkennbar sind. Sie verlaufen parallel zur Epiphysenfuge in der Metaphyse langer Knochen – insbesondere des Schienbeines (Tibia) – und sind ein Zeichen für eine kurzzeitige Veränderung im Längenwachstum der Knochen. Im englischen Sprachraum sind die Bezeichnungen Harris lines, growth arrest lines, recovery lines, stress lines, Park-Harris growth arrest lines oder auch Park lines im Gebrauch. Der Name geht auf den Erstbeschreiber, den walisischen Anatomen Henry Albert Harris, zurück bzw. auf Edwards Albert Park (1877–1969).
Als Ursachen von Harris-Linien werden oft Vitamin- oder Nahrungsmangel (zum Beispiel bei Krankheit oder Unterernährung) oder längere Immobilität genannt; danach soll es nach Wachstumsstillständen zu einem folgenden Aufholwachstum mit einer veränderten Knochenneubildung kommen, die als quer verlaufender röntgendichter Streifen zu erkennen ist. Einmal angelegte Harris-Linien können rückgebildet werden und ihre Sichtbarkeit verlieren. Die Deutung von Harris-Linien als Anzeiger von Mangelernährung ist umstritten; neuere Studien legen dar, dass Harris-Linien nicht durch Mangelernährung entstehen, sondern eine wohl übliche Erscheinung beim Knochenwachstum von Kindern und Jugendlichen sind.